# Tres de Mayo, Sinaloa
Tres de Mayo är en ort i Mexiko.   Den ligger i kommunen Guasave och delstaten Sinaloa, i den västra delen av landet, 1 200 km nordväst om huvudstaden Mexico City. Tres de Mayo ligger 10 meter över havet och antalet invånare är 212.
Terrängen runt Tres de Mayo är mycket platt. Runt Tres de Mayo är det ganska tätbefolkat, med 52 invånare per kvadratkilometer. Närmaste större samhälle är Guasave, 18,0 km norr om Tres de Mayo. Trakten runt Tres de Mayo består till största delen av jordbruksmark.